# Baunhøj Station
Baunhøj Station er en dansk jernbanestation ved Baunhøj i den nordlige del af byen Oksbøl i Vestjylland.